# Долцаго
Долцаго (итал. Dolzago) насеље је у Италији у округу Леко, региону Ломбардија.
Према процени из 2011. у насељу је живело 2281 становника. Насеље се налази на надморској висини од 285 м.

## Становништво
| 1936. | 1951. | 1961. | 1971. | 1981. | 1991. | 2001. | 2011. |
| ----- | ----- | ----- | ----- | ----- | ----- | ----- | ----- |
| 1.068 | 1.133 | 1.279 | 1.740 | 1.881 | 1.898 | 2.103 | 2.307 |